# Martín Pérez Ibarra
Martín Pérez Ibarra (Viña del Mar, 1966) es un escritor chileno, creador del inoperante detective Tapia y la ingeniosa Ramona, esposa del investigador. Su novela Señales del Dresden es considerada uno de los mejores textos literarios chilenos del año 2014 por la crítica.

## Reseña biográfica
Pasó sus primeros años entre Viña del Mar y Valparaíso. El autor ha declarado que desde esos tiempos vienen sus primeros textos literarios, algunos de los cuales recién aparecerían publicados el año 2007 en "Santiago Traders & Otros". El año 1997 se trasladó a vivir a la ciudad de Londres, donde se establecería por siete años para trabajar y continuar estudios. Allí retomó su veta literaria a través de la participación en un curso de escritura creativa de la Universidad de Kingston. El año 2005 ingresó al taller literario de la escritora Pía Barros, a quien considera su principal mentora en la escritura.

## Estilo
Entre las características que priman en la narrativa del autor, está el variar de lenguaje, de tono e incluso de actitud frente a los personajes según sea la fisonomía de las líneas argumentales que va presentando al lector. Suele entrecruzar informaciones y figuras de investigación histórica con situaciones ficticias. Domina en sus textos la actitud humorística y paródica, que en el subtexto es generalmente una denuncia.
Aunque su detective Tapia se enmarca en una narrativa de género negro, el autor siempre se mueve en los límites del mismo. En el caso de Señales del Dresden y Un Robinson, sus últimas obras, la clasificación que les cabe a estos textos se acerca más a la de novela histórica.

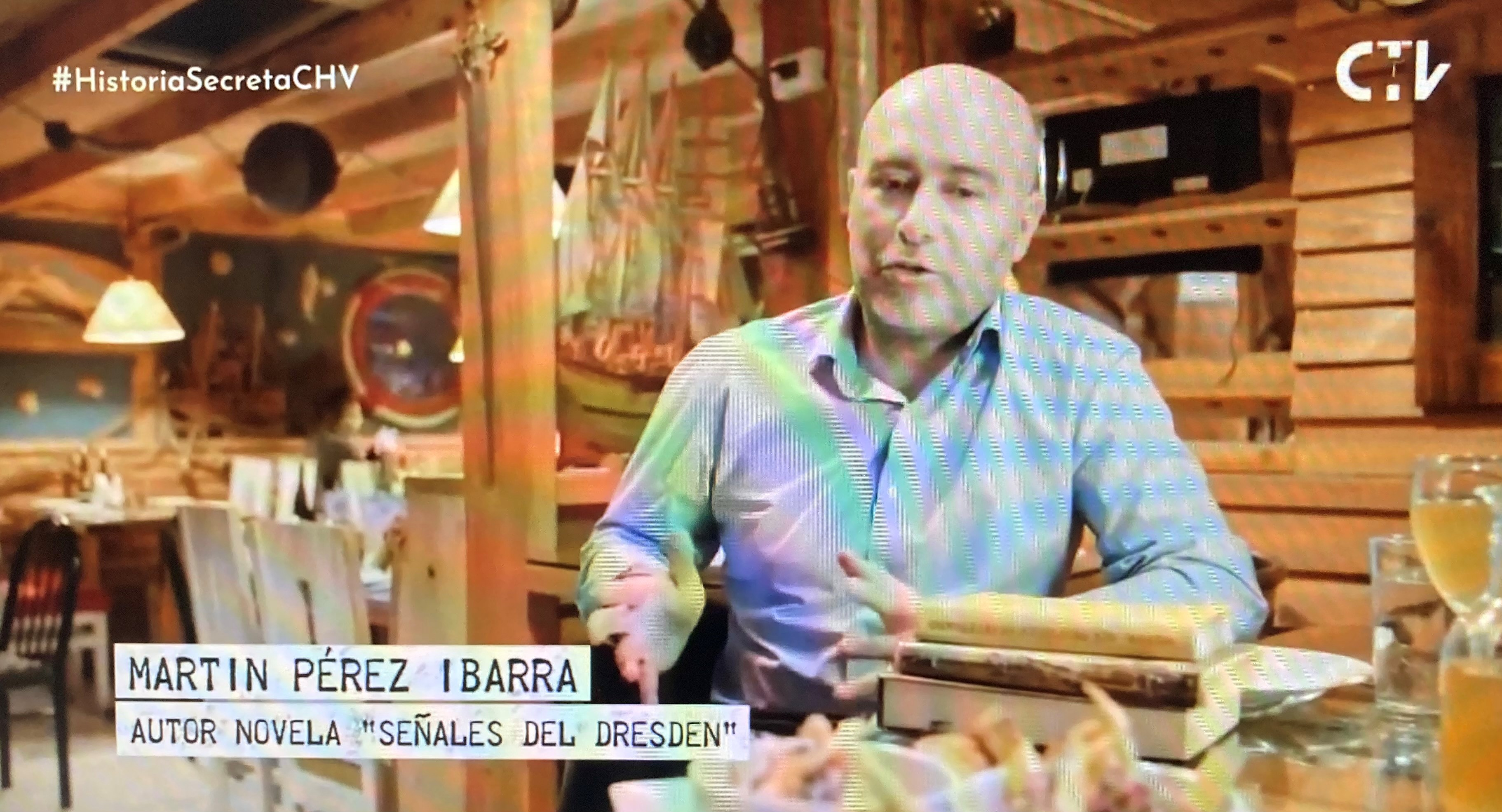
Martín Pérez Ibarra, Chilevisión.

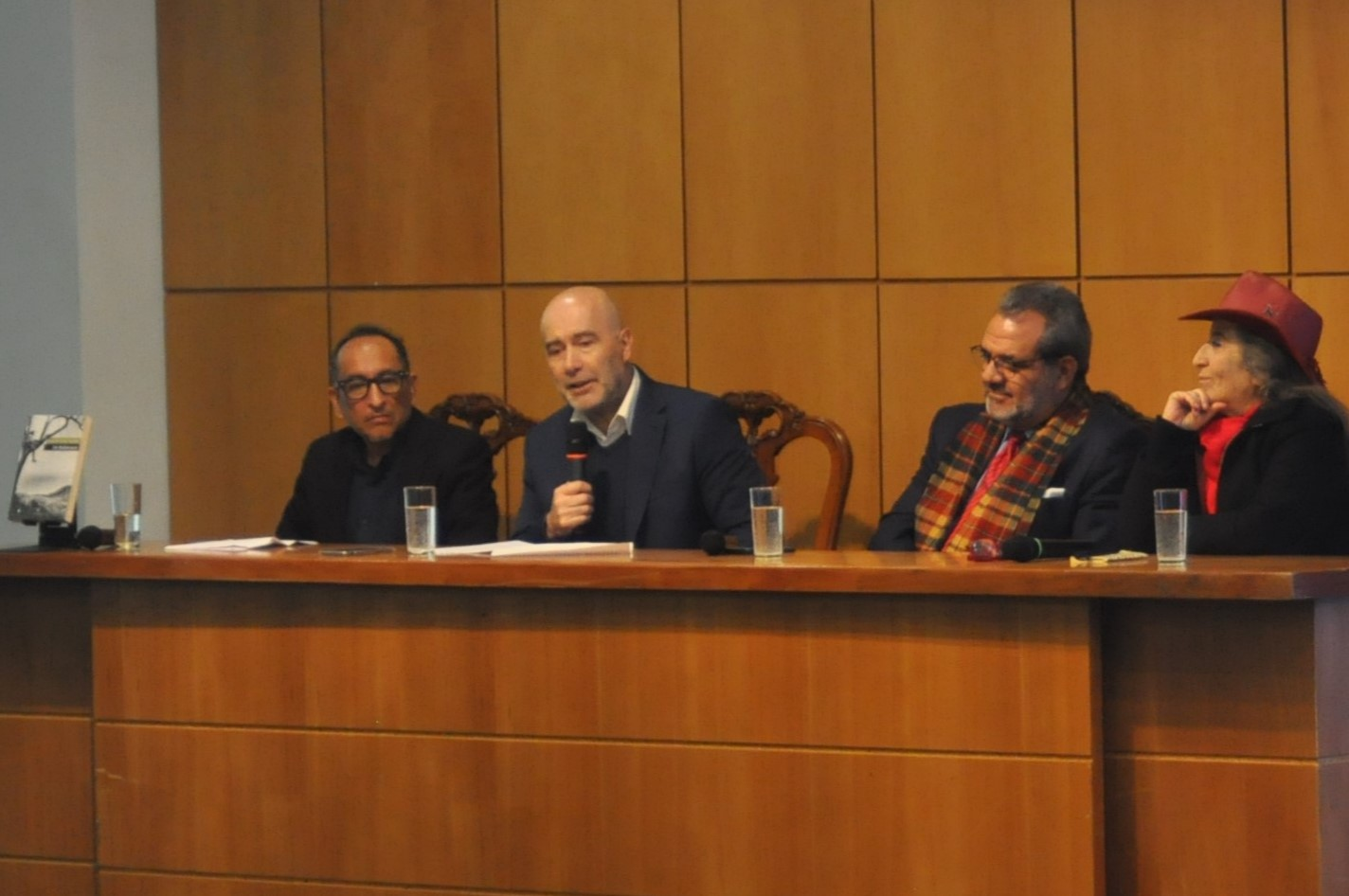
Martín Pérez Ibarra en la Universidad Andrés Bello para el lanzamiento de Un Robinson.

## Obras
- Un Robinson, 2024, novela, RiL Editores (Red Internacional del Libro Ltda.)
- Señales del Dresden, 2014, novela, Uqbar Editores[2]
- Tapia (Libro de cuentos), 2008, novela, Ediciones Asterión[9]
- Santiago Traders & Otros, 2007, cuentos, Ediciones Asterión[10][11][12]

## Otros textos / publicaciones colectivas
- LECTURES DU CHILI Nouvelles et microrécits AUTEURS CHILIENS DU XXI e SIÈCLE", 2014, Calámeo, Universitè de Poitiers, recits: Attirance honteuse, Sur son trente-et-un, Le Nom adéquat.[13]

- ¡Basta!, + de 100 hombres contra la violencia de género, 2013, antóloga: Pía Barros, Ediciones Asterión, con el texto Breve historia de la vida sexual de Marta.[14]

- Ramona en Letras rojas. Cuentos negros y policiacos,Santiago, 2009 antólogo: Ramón Díaz Eterovic, LOM Ediciones[15]

- ¡Basta!, + de 100 cuentos contra el abuso infantil, 2011, antóloga: Pía Barros, Ediciones Asterión, con el texto Gatica.[16]

- El invitado a tomar el té, 2018, antóloga: Colectivo Señoritas Imposibles, Ediciones Imposibles, con el texto Lo que puedo decir.[17]

- Golpes de memoria. Antología, 2023, antólogas: Lorena Díaz Meza, Pía Barros, Ediciones Sherezade y Editorial Asterión, con los textos Rebobinado y Sola.[18]